# 栗木 (川崎市)
栗木（くりぎ）は、神奈川県川崎市麻生区の地名。
1999年(平成11年)に住居表示が施行された町丁としての栗木1丁目から栗木3丁目と、2021年6月現在住居表示未実施の大字栗木が並存している。

## 地理
川崎市麻生区の西北部に位置する。全域が多摩丘陵の丘陵地の中にある。鶴見川水系麻生川の支流片平川の最上流部に位置し、かつては樹枝状に複雑な形で谷戸が刻みこまれ源流域を形成していた。標高はおおむね50メートルから120メートルであり、北部の黒川との境に近づくほど標高が高い。
栗木1丁目から3丁目は土地区画整理事業によって均された土地が広がり、住宅と畑が混在している。2丁目は｢かわさきマイコンシティ｣として整備され、情報・電子関連の企業の研究所や関連施設が立地する工業団地となっている。3丁目の南側は桐光学園の敷地となっており、小学校・中学校・高等学校が置かれている。
住居表示未実施の栗木は地区南端に残存し、かつて京衛谷戸と呼ばれた谷戸に住宅が集中する。周囲は山林に囲まれ、片平に続く金井原の台地に農地が広がっている。栗木3丁目との境界には桐光学園の関連施設がある。
栗木地区は北は川崎市麻生区内の黒川、東は栗木台、南は片平に隣接する。黒川との境は多摩川水系三沢川と鶴見川水系片平川の分水嶺となっており、かつてババ尾根と呼ばれた峠道があった。北西から南東にかけては神奈川県道137号上麻生連光寺線に面し、栗木台との境界となっている。片平との境は緩やかな台地が広がっている。
西は東京都町田市の真光寺・広袴と接し、県境の尾根に帯状の緑地（真光寺緑地）が残され遊歩道が整備されている。

### 地価
住宅地の地価は、2025年（令和7年）1月1日の公示地価によれば、栗木1-13-3の地点で18万6000円/m²となっている。

## 歴史

### 沿革

#### 古代以前
- 縄文時代-地区内の遺跡より早期・前期・中期の遺物が出土している。[5]

#### 南北朝時代
- 1346年（貞和2年）-この年の銘のある板碑が見つかっている[5]。
- 1368年（貞治7年）-この年の銘のある板碑が見つかっている[5]。

#### 江戸時代
武蔵国都筑郡栗木村であった。
- 1590年（天正18年）-徳川家康江戸入部[5]。
- 1591年（天正19年）-旧北条氏家臣の岡野平兵衛房恒が栗木村80石を知行地として給される。以後幕末まで旗本岡野氏の知行地[5]。
- 1649年（慶安2年）-『武蔵田園簿』に「岡野氏知行栗木村 高30石 うち田方48石 畑方32石」と記される[5]。
- 1666年（寛文6年）-岡野氏により検地、「惣高180石6斗余」と記される[5]。
- 1670年代（延宝年間）-幕府により御鷹場に指定される[5]。
- 1702年（元禄15年）-『元禄郷帳』に「高81石3斗余」とある。甲州街道布田宿の助郷村となる[5]。
- 1827年（文政10年）-関東取締改革村の設定により、栗木村は小野路寄場組合35ヶ村に入る。この頃家数30軒[5][9]。
- 1834年（天保5年）-『天保郷帳』に「高184石5斗余」とある[10]。

#### 明治時代～戦前
江戸期から盛んであった炭焼きは明治に入ってからさらに隆盛となり、黒川炭として出荷された。禅寺丸柿の生産、養蚕業も盛んであった。
- 1868年（明治元年）-『旧高旧領取調帳』には「岡野氏知行195石余」と記される。神奈川県管轄に入り、神奈川県都筑郡栗木村となる[10]。
- 1874年（明治7年）-大区小区制施行により、神奈川県第7大区8小区栗木村となる[10]。
- 1875年（明治8年）-地租改正により、地番を確立。新字を確定し、字１号～４号が成立[10]。
- 1878年（明治11年）-郡区町村編制法施行、大区小区制廃止。神奈川県都筑郡栗木村に復す[10]。
- 1889年（明治22年）-市制町村制施行、周辺の9ヶ村とともに柿生村誕生。神奈川県都筑郡柿生村大字栗木となる[10]。
- 1920年（大正9年）-御嶽神社と八雲神社を合祀。名称は御嶽神社を採用し、旧八雲神社の社地を継承した。栗木地区の鎮守となる[10]。
- 1939年（昭和14年）-柿生村は岡上村とともに川崎市に編入。同時に都筑郡消滅。神奈川県川崎市栗木となる[10]。

#### 戦後～現在
小田急多摩線の開通とともに東京のベッドタウンとしての開発が進む。多摩丘陵に抱かれた農村であった栗木は激変し、住宅街へと生まれ変わる。
- 1972年（昭和47年）-川崎市が政令指定都市となり、区制施行。多摩区が誕生する。神奈川県川崎市多摩区栗木となる[10]。この年栗木第一土地区画整理事業が発足。小田急線多摩線の敷設も進行し、地域の東半分の開発が進められる[10]。
- 1974年（昭和49年）-小田急多摩線が開通。栗木の東部を横断する。片平との境界に栗平駅が開設[10]。
- 1976年（昭和51年）-区画整理による住居表示実施で栗平駅周辺が栗平1丁目・2丁目となり栗木から分離[10]。栗平は栗木の「栗」と片平の「平」による合成地名[11]。
- 1982年（昭和57年）-川崎市が区制を再編し多摩区から麻生区を分区。神奈川県川崎市麻生区栗木となる[10]。
- 1983年（昭和58年）-栗木第一土地区画整理事業が竣工。地区の東半分が栗木台1丁目～5丁目として住居表示実施、栗木より分離[10]。開発総面積は63ヘクタール余り[10]、丘陵の雑木林に囲まれた細い谷戸が伸び、水田が広がっていた農村は広大な住宅街に生まれ変わった。この年黒川との境の山にあった柿生小学校黒川分校が閉校し、栗木台5丁目に栗木台小学校が開校。
- 1987年（昭和62年）-残った西半分で栗木第二土地区画整理事業が開始[10]。
- 1994年（平成6年）-天王山と呼ばれた山に鎮座していた御嶽神社が、開発により山がなくなり現在地に移転[12]。
- 1995年（平成7年）-川崎市により、区画整理事業地に計画されるかわさきマイコンシティへの企業誘致開始。
- 1999年（平成11年）-栗木第二土地区画整理事業が竣工。開発総面積45ヘクタール。山は削られ谷戸は埋められ、旧来の面影は全く失われた[10]。区画整理により住居表示実施、栗木1丁目～3丁目成立[10]。従来の住居表示未実施の栗木は南端部に残るのみとなった。ここのみ土地区画整理事業から外れ、旧来の農村の面影が残っている。
- 2006年（平成18年）-かわさきマイコンシティへの企業誘致完了

## 地名の由来
｢急な崖の目立つ地｣という説がある。
クリは崖が刳られたような急な形になっている様子を表す地名語で、キは単に場所を表し、｢栗木｣の漢字表記はのちの当て字とみる。
江戸時代の貞享、元禄年間の文書には「栗喜」と書かれたものもある。
また、単純にクリが多く生えていたからという説もある。
周辺住民や一部の道路地図では｢くりき｣と呼称する例があるが、｢くりぎ｣
が正式な読み方である。

## 字名・旧地名

### 字名
旧栗木村には1875年に4つの新字が確定され、字名には数字番号が用いられた。
| 字名 | 読み方   | 現在地その他                                                                                           |
| ---- | -------- | --- |
| 1号  | いちごう | 村域の東北の字。大字栗木の北部に現存。かつては栗木台1丁目と4丁目、栗平1丁目から2丁目の各一部も含んだ。 |
| 2号  | にごう   | 村域の東南の字。大字栗木の南部に現存。かつては栗木1丁目・3丁目の一部を含んだ。                         |
| 3号  | さんごう | 村域の西北の字。1983年の住居表示で消滅。現在の栗木台1丁目から5丁目、栗平2丁目の各一部。                |
| 4号  | よんごう | 村域の西南の字。1999年の住居表示で消滅。現在の栗木2丁目の全域と栗木1丁目・3丁目のそれぞれ一部。        |

### 旧地名
現在の栗木1丁目～3丁目、大字栗木の旧地名について述べる。

#### 谷戸名
- 中谷戸

旧栗木地区の中央、神奈川県道137号上麻生連光寺線に沿う大きな谷戸。バス停名に仲谷戸として残る。
- 大森谷戸

栗木3丁目12番地、桐光学園の北側辺りから2丁目のかわさきマイコンシティを通り黒川との境まで刻まれた長大な谷戸。
- 畑谷

栗木3丁目6番地辺りで大森谷戸から分岐しマイコンシティへ向かって伸びていた谷戸。
- 松原谷戸

栗木1丁目24番地辺で中谷戸から分岐し、黒川との境界の山に入り込む谷戸。
- 土地窪谷戸

栃窪谷戸とも。栗木3丁目13番地辺、現在桐光学園があるところ。
- 京衛谷戸

大字栗木322番地辺より南に入る谷戸。土地区画整理事業地から外れたため、現在も地形が残り田園風景がみられる。東には片平に続く金井原の台地が広がる。

#### 小地名
- 清水戸

3つの大きな谷戸が片平川の谷に合流するところ。上麻生連光寺線と栗木台からの大通りの交差点辺り。村の中心的な場所だった。
- 亀井

上麻生連光寺線沿いの片平との境界辺り。片平側にも同じ亀井の地名がある
。
- 金井原

大字栗木の東側から片平字金井原に続く緩やかな台地。畑が多い。
- 大芝原台

大森谷戸と畑谷の間の台地。栗木2丁目6番地辺りから南東に細長く続いていた。シバラは村の端の採草地などに付けられる地名。栗木1丁目17番地の栗木おおしばら公園に名を留める。
- 観音寺

栗木3丁目6番地辺り、大森谷戸から畑谷が分かれるところにあった畑。由来不詳。
- 高山

栗木2丁目8番地、黒川との境の山。ここに榛名山の祠があったという。
- お犬塚

栗木2丁目8番地、黒川との境の山。昔狩りに来た殿様の犬が猪とたたかって死んだのでその犬を葬った塚と伝わっている。
- ばば尾根

中谷戸の奥、上麻生連光寺線が黒川へ抜ける切り通しが造られている尾根。牛馬も通るのに骨が折れたと言われるほど険しい尾根道だった。
- 天王山

御嶽神社があった山。開発により山はなくなり、御嶽神社は今の位置に移った。大正時代までここに天王社（八雲神社）があったためこの名がついた。
- 山王山

大字栗木287番地辺。何故か兵隊道とも呼んだ。栗木山王山特別緑地保全地区がある。
- 和合院塚

跡地は大字栗木280番地。金井原の台地上にこんもりとした塚が7基あり、修験者代々の墓所と思われた。土地の者は法印様と呼んだ。
- 高札場

大字栗木183番地、テニスクラブの前あたりにあった。

## 世帯数と人口
2025年（令和7年）6月30日現在（川崎市発表）の世帯数と人口は以下の通りである。栗木2丁目は全域がマイコンシティ栗木地区となっているため住居はなく、住民登録している住民はいない。
| 大字・丁目 | 世帯数  | 人口    |
| ---------- | ------- | ------- |
| 栗木       | 72世帯  | 151人   |
| 栗木1丁目  | 417世帯 | 1,080人 |
| 栗木3丁目  | 146世帯 | 423人   |
| 計         | 635世帯 | 1,654人 |

### 人口の変遷
国勢調査による人口の推移。
| 年                 | 人口  |
| ------------------ | ----- |
| 1995年（平成7年）  | 304   |
| 2000年（平成12年） | 743   |
| 2005年（平成17年） | 987   |
| 2010年（平成22年） | 1,053 |
| 2015年（平成27年） | 1,243 |
| 2020年（令和2年）  | 1,501 |

### 世帯数の変遷
国勢調査による世帯数の推移。
| 年                 | 世帯数 |
| ------------------ | ------ |
| 1995年（平成7年）  | 82     |
| 2000年（平成12年） | 230    |
| 2005年（平成17年） | 308    |
| 2010年（平成22年） | 364    |
| 2015年（平成27年） | 409    |
| 2020年（令和2年）  | 514    |

## 学区
市立小・中学校に通う場合、学区は以下の通りとなる（2021年12月時点）。
| 大字・丁目 | 番・番地等 | 小学校               | 中学校             |
| ---------- | ---------- | -------------------- | ------------------ |
| 栗木       | 全域       | 川崎市立栗木台小学校 | 川崎市立白鳥中学校 |
| 栗木1丁目  | 全域       | 川崎市立栗木台小学校 | 川崎市立白鳥中学校 |
| 栗木2丁目  | 全域       | 川崎市立栗木台小学校 | 川崎市立白鳥中学校 |
| 栗木3丁目  | 全域       | 川崎市立栗木台小学校 | 川崎市立白鳥中学校 |

## 事業所
2021年（令和3年）現在の経済センサス調査による事業所数と従業員数は以下の通りである。
| 大字・丁目 | 事業所数 | 従業員数 |
| ---------- | -------- | -------- |
| 栗木       | 3事業所  | 40人     |
| 栗木1丁目  | 5事業所  | 13人     |
| 栗木2丁目  | 59事業所 | 2,974人  |
| 栗木3丁目  | 7事業所  | 271人    |
| 計         | 74事業所 | 3,298人  |

### 事業者数の変遷
経済センサスによる事業所数の推移。
| 年                 | 事業者数 |
| ------------------ | -------- |
| 2016年（平成28年） | 68       |
| 2021年（令和3年）  | 74       |

### 従業員数の変遷
経済センサスによる従業員数の推移。
| 年                 | 従業員数 |
| ------------------ | -------- |
| 2016年（平成28年） | 3,372    |
| 2021年（令和3年）  | 3,298    |

## その他

### 日本郵便
- 郵便番号 : 215-0033[3]（集配局：麻生郵便局[25]）

### 警察
町内の警察の管轄区域は以下の通りである。
| 大字・丁目 | 番・番地等 | 警察署     | 交番・駐在所 |
| ---------- | ---------- | ---------- | ------------ |
| 栗木       | 全域       | 麻生警察署 | 栗平駅前交番 |
| 栗木1丁目  | 全域       | 麻生警察署 | 栗平駅前交番 |
| 栗木2丁目  | 全域       | 麻生警察署 | 栗平駅前交番 |
| 栗木3丁目  | 全域       | 麻生警察署 | 栗平駅前交番 |